# Koverb
Mit dem Terminus Koverb (engl. coverb) bezeichnet man in der Linguistik Verben, die in Sprachen mit Verbserialisierung vorkommen und eine Art Adpositionalfunktion (im konkreten Falle eine Präpositionalfunktion) erfüllen, z. B. in einer Reihe von ost- und südostasiatischen Sprachen (z. B. Chinesisch) sowie westafrikanischen Sprachen (z. B. Yoruba).

## Anmerkung
Koverben sollten nicht mit Konverben (engl. converbs) verwechselt werden.